# Ataque al Vuelo 432 de El Al
El Ataque al Vuelo El Al 432 (Boeing 720-058B) fue realizado el 18 de febrero de 1969 por un grupo de cuatro militantes palestinos armados, miembros del Frente Popular para la Liberación de Palestina, con base en Líbano. El ataque se produjo cuando el aparato se estaba preparando para despegar del Aeropuerto internacional de Zúrich en Kloten. El avión hacía escala desde Ámsterdam a Tel Aviv e iba a despegar. Varios miembros de la tripulación fueron heridos durante el ataque. El copiloto, Yoram Peres, moriría a causa de las heridas un mes más tarde. El avión quedó seriamente dañado. El desastre pudo haber sido mayor de no ser porque un agente israelí de seguridad, Mordechai Rahamim, abrió fuego contra los terroristas, matando al líder. Rahamim y los tres atacantes supervivientes fueron arrestados y juzgados por las autoridades suizas. Los atacantes fueron declarados culpables y sentenciados a prisión, mientras que Rahamim fue absuelto.

## El ataque
La célula terrorista sorprendió al aparato que estaba preparando el despegue en el Aeropuerto internacional de Zúrich en Kloten. En ese momento el avión tenía 17 pasajeros y 11 tripulantes a bordo. Los terroristas salieron de un vehículo aparcado junto al hangar, comenzaron a disparar desde el exterior con fusiles de asalto AK-47.
Mordechai Rahamim, de veintidós años y antiguo soldado de la unidad Sayeret Matkal, de las fuerzas especiales israelíes, estaba en su asiento. En un principio escuchó los golpes de los impactos de balas en el exterior, sin darle mayor importancia. De repente escuchó al auxiliar de vuelo gritar "Están disparando". Se levantó y corrió hacia la cabina que tenía la puerta abierta y encontró a la tripulación tendida en el suelo. Mientras tanto continuaba escuchando los impactos de bala alcanzando el interior del aparato. La ventana derecha de la cabina estaba abierta. Consiguió descubrir un hombre tendido en la nieve al que disparó dos veces con su pistola Beretta 0,22. Al intentar el tercer disparo se le bloqueó l pistola. Corrió a la puerta trasera y le pidió al asistente  que le abriera la puerta de emergencia. Se deslizó fuera y corrió por detrás del aparato hacia el vallado del lado que venían los disparos, mientras recargaba su arma. cuando llegó al vallado, Rahamim vio a uno de los terroristas de pie entre dos montículos de nieve a unos 30 metros, sujetando un rifle Kalashniikov. Rahamim saltó la valla y corrió hacia los terroristas y les ordenó, en inglés, arrojar el rifle. El terrorista no obedeció y Rahamim disparó tres veces hacia el terrorista desde una distancia aproximada de cuatro metros. Uno de los disparos hirió al terrorista en el cuello, los otros dos cerca de la axila, y el terrorista cayó sobre la nieve.
Finalmente las fuerzas de seguridad suizas llegaron al lugar. Rahamim y los terroristas supervivientes fueron arrestados.

## Consecuencias
El daño a la aeronave se estimó en $100,000.
Rahamim fue arrestado, por la policía  suiza, junto a los miembros de la  célula terrorista. A los terroristas se le  incautaron varias armas y explosivos. 

## El juicio
El 27 de noviembre de 1969, comenzó en Winterthur el juicio de Rahamim y los tres terroristas, Mohamed Abu Al-Haija, Ibrahim Tawfik Youssef y Amina Dahbour. El estado de Israel envió a Suiza al fiscal del estado Gabriel Bach para llevar la defensa de Rahamim. La acusación contra los tres terroristas era de homicidio deliberado de una persona. La acusación contra Rahamim incluía dos partes: Homicidio intencionado de una persona debido a un momento de gran estrés, en circunstancias que justificaban ese estrés; y actuación ilegal en nombre de una nación extranjera.
Durante el juicio, Israel se vio forzado a admitir, por primera vez, que personal de seguridad israelí acompañaba a los vuelos israelíes para prevenir secuestros y ataques terroristas en vuelo. 
El 23 de diciembre de 1969 terminó el juicio. Rahamim fue absuelto del cargo de homicidio del líder terrorista. Los tres terroristas fueron sentenciados a doce años de prisión y trabajos forzados. Fueron liberados un año más tarde, en septiembre de 1970, atendiendo a las demandas del Frente Popular para la Liberación de Palestina, durante los Secuestros de Dawson.